# Actor
Actor är den amerikanska artisten St. Vincents andra studioalbum, släppt 4 maj 2009 på 4AD. Hon skrev albumet med hjälp av programmet GarageBand. Albumet fick positiva recensioner av musikkritiker.

## Låtlista
| Nr  | Titel                          | Längd |
| --- | ------------------------------ | ----- |
| 1.  | The Strangers                  | 4:04  |
| 2.  | Save Me from What I Want       | 3:35  |
| 3.  | The Neighbors                  | 3:30  |
| 4.  | Actor Out of Work              | 2:15  |
| 5.  | Black Rainbow                  | 4:11  |
| 6.  | Laughing with a Mouth of Blood | 3:01  |
| 7.  | Marrow                         | 3:24  |
| 8.  | The Bed                        | 3:43  |
| 9.  | The Party                      | 4:05  |
| 10. | Just the Same But Brand New    | 5:24  |
| 11. | The Sequel                     | 1:53  |

| 1.  | The Strangers                  | 4:04 |
| 2.  | Save Me from What I Want       | 3:35 |
| 3.  | The Neighbors                  | 3:30 |
| 4.  | Actor Out of Work              | 2:15 |
| 5.  | Black Rainbow                  | 4:11 |
| 6.  | The Sequel                     | 1:53 |
| 7.  | Laughing with a Mouth of Blood | 3:01 |
| 8.  | Marrow                         | 3:24 |
| 9.  | The Bed                        | 3:43 |
| 10. | The Party                      | 4:05 |
| 11. | Just the Same But Brand New    | 5:24 |